# Мельник Валерій Васильович
Валерій Васильович Мельник (нар. 10 січня 1953, Одеса — пом. 23 вересня 2016, Одеса) — радянський та український футбольний тренер .

## Тренерська кар'єра
Перш ніж розпочати тренерську кар'єру, виступав в аматорському футбольному клубі «Торпедо» Одеса (1973—1983). Закінчив Одеський педагогічний інститут ім. Ушинського.
Як тренер дебютував роботою в Одеській спортивній школі «Чорноморець», де тренував дітей з 1983 по 1997 роки. У 1997 році його запросили до тренерського штабу клубу СК Одеса, де він працював до жовтня 1998 року, а з липня по 21 серпня 1997 року він обіймав посаду головного тренера клубу.
У жовтні 1998 року він перейшов до «Чорноморця», спочатку як тренера, а в серпні 1999 року він став в.о головного тренера одеської команди, керував командою у двох матчах Вищої ліги сезону 1999/00.
У вересні 1999 року він відправився у молдовський «Тілігул» (Тирасполь), де до червня 2000 року допомагав тренувати молдавський клуб. Потім повернувся на роботу до одеської спортивної школи «Чорноморець».
У 2002—2005 роках очолював команду «Реал» (Одеса), з якою 2004 року перейшов з аматорського футболу до Другої ліги, а потім працював спортивним директором клубу.
З 2011 року тренував дітей в одеській футбольній школі «Атлетик» аж до свої смерті 23 вересня 2016 року. Церемонія прощання відбулась 25 вересня на стадіоні «Спартак» в 11:00..